# Leucospis morawitzi
Leucospis morawitzi  (лат.) — вид паразитических наездников рода Leucospis из семейства Leucospidae (Chalcidoidea, отряд Перепончатокрылые насекомые).

## Распространение
Австралия.

## Описание
Относительно крупные хальцидоидные наездники, длина от 6 до 9,5 мм. Отличаются пунктировкой скутеллюма и телом с металлическим отливом. Лицо с грубыми морщинками и пунктировкой. Основная окраска чёрная, с несколькими жёлтыми отметинами на скапусе усика, груди, брюшке и ногах. Крылья затемнённые, почти чёрные.
Задние ноги с утолщенными и сильно изогнутыми бедрами и голенями. Усики 13-члениковые. Нижнечелюстные щупики 4-члениковые, нижнегубные щупики состоят из 3 сегментов.

## Биология
Отмечены в октябре и январе. Предположительно, как и другие виды своего рода, эктопаразитоиды пчелиных Apoidea.

## Систематика
Включён в состав видовой группы Leucospis australis, у которых развит дорзальный зубец на задних тазиках. Впервые описан в 1890 году немецким энтомологом Аугустом Шлеттерером (August Schletterer, 1850—1908), а его валидный статус подтверждён в ходе ревизии, проведённой в 1974 году британским гименоптерологом чешского происхождения Зденеком Боучеком (Zdenĕk Bouček, 1924-2011). Видовое название дано в честь российского энтомолога Фердинанда Фердинандовича Моравица (F. Morawitz, Санкт-Петербург).